# Pedro (estratopedarca)

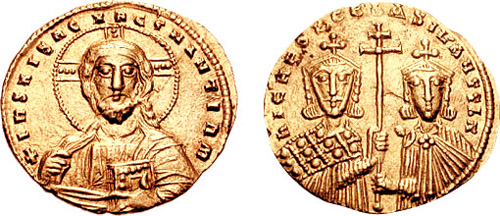
Histameno de r. e r.

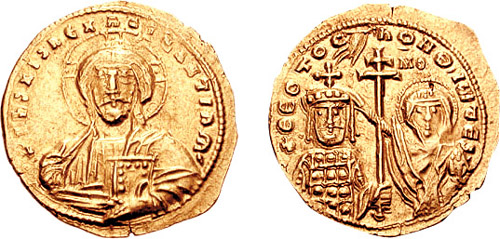
Histameno de r.

Pedro (em grego: Πέτρος; fl. c. 940 - m. 977) foi um general e eunuco bizantino do século X. Originalmente um escravo da poderosa família capadócia dos Focas, foi elevado ao alto ofício militar estratopedarca do Oriente sob o imperador Nicéforo II Focas (r. 963–969), liderando a captura de Antioquia e a subjugação de Alepo em 969. Sob João I Tzimisces (r. 969–976), lutou como comandante sênior contra os rus' em 970-971, e após a morte de Tzimisces, liderou as forças lealistas contra a revolta do general Bardas Esclero na Ásia Menor, morrendo em combate no outono de 977.

## Bibliografia

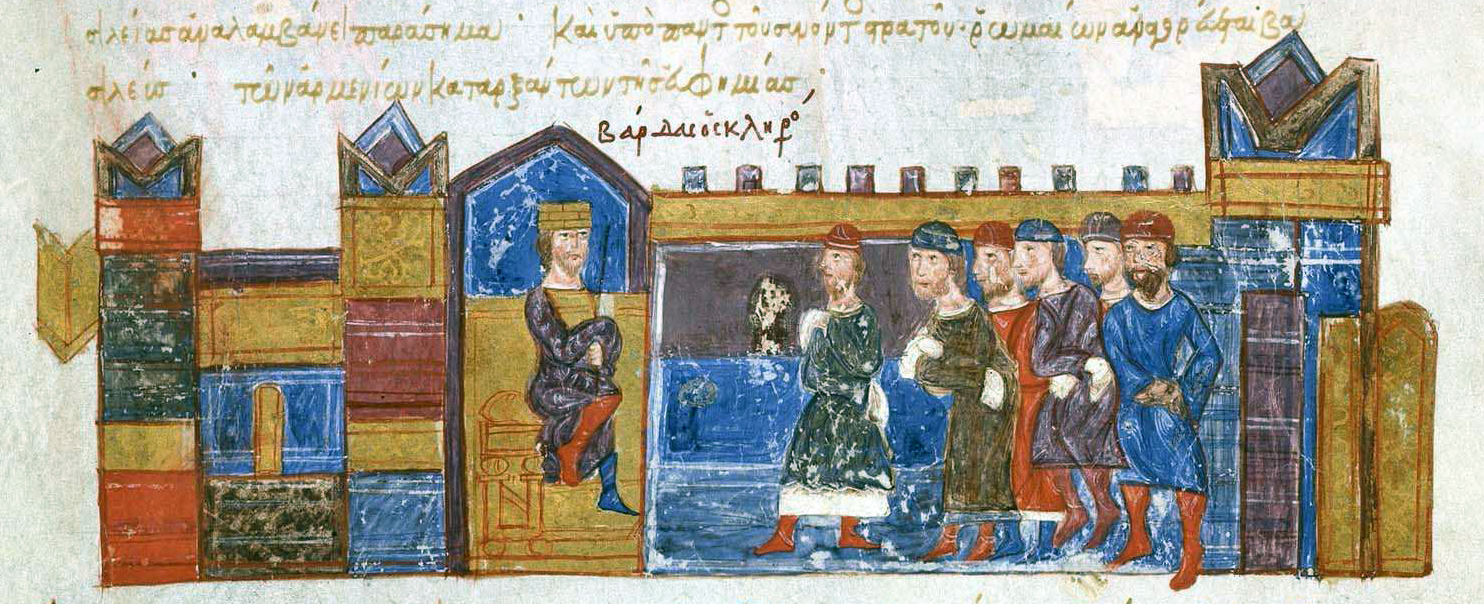
Bardas Esclero sendo coroado segundo o Escilitzes de Madrid

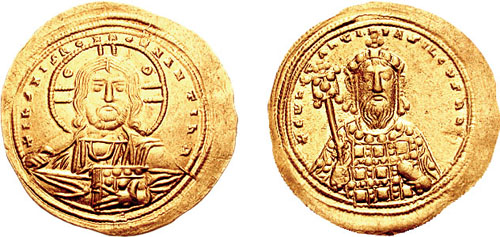
Histameno de r.